# Водяна змія китайська
Водяна змія китайська (Enhydris chinensis) — отруйна змія з роду водяна змія родини гомалопсових (Homalopsidae).

## Опис
Загальна довжина коливається від 45 до 83 см. Голова округла, добре відміжована від шиї. Ніздрі відкриваються на верхній частині голови. У задній частині верхньої щелепи є 2 коротких ікла. Тулуб кремезний та масивний. Спинна луска гладенька. Хвіст короткий.
Основний колір коричневий або оливково—коричневий з дрібними неправильно розкиданими чорними плямами від шиї до хвоста. Чорний зигзагоподібний знак проходить від центру голови на шию. Уздовж усього тулуба — знизу тягнеться блідо—помаранчева смуга, яскравіша у молодих особин.

## Спосіб життя
Веде майже повністю водний спосіб життя, тому зустрічається у низинах, може також жити у солонуватій воді. Іноді трапляється на посівних полях, біля потоків, у рибних ставках. Часто ховається під дошками або в у смітті на берегах ставків. Активна вночі, іноді у світлий час доби можна помітити морду змії, яка виступає на поверхнею води. Харчується рибою, іноді жабами.
Це живородна змія. Самиця у серпні народжує 13 змієнят довжиною 10—13 см.

## Розповсюдження
Мешкає у центральному та південному Китаї, на о.Тайвань та північному В'єтнамі.